# باي باك (2014)
باي باك 2014 (بالإنجليزية: Payback 2014)‏ هو برنامج من نوع دفع مقابل المشاهدة في مصارعة محترفة من إنتاج شركة دبليو دبليو إي. وقع تنظيم الحدث في غرّة جوان 2014 في ولاية إلينوي الأمريكية. وهو ثاني حدث من هذا النوع يتم تنظيمه.

## المباريات
| م | الأول                                        | ضـــــــــــــد | الثـــــــــــــــــاني              | الفـــــــــــائز                            | ملاحظـــــــــات |
| - | -------------------------------------------- | --------------- | ------------------------------------ | -------------------------------------------- | ---------------- |
| 1 | شيمس                                         | ضد              | أنطونيو سيزارو                       | شيمس                                         |                  |
| 2 | روب فان دام                                  | ضد              | وايد باريت                           | وايد باريت                                   |                  |
| 3 | كوفي كينغستون                                | ضد              | بو دالاس                             | تعادل                                        |                  |
| 4 | جون سينا                                     | ضد              | براي وايت                            | جون سينا                                     |                  |
| 5 | الدرع (رومان رينز , سيث رولينز , دين امبروز) | ضد              | تربل إتش + راندي أورتن + ديف باتيستا | الدرع (رومان رينز , سيث رولينز , دين امبروز) |                  |

## روابط خارجية
- بايباك 2014 على موقع IMDb (الإنجليزية)
- بايباك 2014 على موقع قاعدة بيانات الفيلم (الإنجليزية)
- بايباك 2014 على موقع كينوبويسك (الروسية)